# Claudio Michelotto
Claudio Michelotto (* 31. Oktober 1942 in Trient; † 27. Mai 2025) war ein italienischer Radrennfahrer. 

## Sportliche Laufbahn
Als Amateur gewann Michelotto 1964 das Etappenrennen Mecsek-Cup in Ungarn und bestritt die Tour de l’Avenir.
1966 wurde er Profisportler. Im Jahre 1967 nahm er an der Tour de France teil und belegte in der Gesamtwertung den 61. Platz. Im Jahr darauf entschied er das Rennen Tirreno–Adriatico vor Italo Zilioli, Rudi Altig und Franco Bitossi für sich (dies war sein erster Sieg als Berufsfahrer) und gewann auch die Coppa Agostoni.
1969 folgten Siege beim Giro di Sardegna, der Trofeo Laigueglia (vor Eddy Merckx und Franco Bitossi), bei Mailand–Turin. Beim Giro d’Italia gewann Michelotto die 21. Etappe von Rocca Pietore nach Cavalese sowie die Cima Coppi am Sellapass und die Bergwertungen am Karerpass und am Lavazèjoch. Mit 330 Punkten konnte er in diesem Jahr auch die Bergwertung des Giro vor Italo Zilioli (250 Punkte) und Felice Gimondi (230 Punkte) für sich entscheiden. In der Gesamtwertung belegte er mit einem Rückstand von 3:35 min hinter dem Girosieger Gimondi den zweiten Platz.
1971 errang er einen Sieg beim Giro di Campania vor Patrick Sercu und Marino Basso. Beim Giro d’Italia 1971 konnte Claudio Michelotto sich nach der 8. Etappe als 116. Fahrer seit dem Bestehen des Giros das Rosa Trikot des Gesamtführenden überstreifen. Er verteidigte die Gesamtführung bis zur 18. Etappe, als er bei der Abfahrt vom Pordoijoch nach einem Reifenschaden stürzte und sich dabei eine Kopfverletzung zuzog. Zwar konnte er die Etappe noch als 28. der Tageswertung und 7. der Gesamtwertung beenden, der Rennarzt nahm ihn aber wegen des erlittenen Blutverlustes aus dem Rennen.
1972 gewann er eine Etappe bei der Tour de Suisse und kam bei der Coppa Agostoni noch einmal auf den zweiten Platz. Nach Ablauf der Saison 1973 beendete er seine Profilaufbahn, während der er neun Rennen gewinnen konnte. Insgesamt trug er bei seinen sechs Starts beim Giro d’Italia zehn Tage das Rosa Trikot des Führenden.
Nach seiner Karriere arbeitete er bis zum Erreichen des Ruhestandes in einem Autohaus in Trient.

## Grand-Tour-Platzierungen
| Grand Tour            | 1966 | 1967 | 1968 | 1969 | 1970 | 1971 | 1972 | 1973 |
| --------------------- | ---- | ---- | ---- | ---- | ---- | ---- | ---- | ---- |
| Vuelta a EspañaVuelta | –    | –    | –    | 43   | –    | –    | 48   | –    |
| Giro d’ItaliaGiro     | –    | 26   | 20   | 2    | 31   | DNF  | 62   | 56   |
| Tour de FranceTour    | –    | 61   | –    | –    | DNF  | DNF  | –    | –    |